# Dornbusch
Dornbusch è un quartiere (Stadtteil) della città di Francoforte sul Meno, appartenente al distretto Mitte-Nord.